# Толошницы
Толошницы — деревня в Плюсском районе Псковской области. Входит в сельское поселение Плюсская волость.

## География
Деревня расположена на границе с Ленинградской областью, в 20 км к северу от районного центра — посёлка Плюсса и в 4 км к северо-востоку от деревни Нежадово.

## Население
Численность населения деревни по оценке на конец 2000 года составляла 10 человек, по переписи 2002 года — 18 человек.

## История
До 1 января 2006 года деревня входила в состав ныне упразднённой Нежадовской волости.